# Reinigen (Fertigungsverfahren)
Mit dem Reinigen als Fertigungsverfahren im Sinn der Norm DIN 8580, Untergruppe 3.6, ist das Trennen unerwünschter Schichten von der Oberfläche von Werkstücken gemeint, wie etwa bei der industriellen Teilereinigung. Es ist nicht zu verwechseln mit der Reinigung von Stoffen und Stoffgemischen, die zu den Trennverfahren in der Verfahrenstechnik gehört. Gleichfalls unterschieden davon ist die Reinigung zur Instandhaltung, die nicht im Hinblick auf einen Fertigungsschritt, sondern zur Aufrechterhaltung der Funktionsfähigkeit geschieht.
In der Norm DIN 8592 werden die Reinigungsverfahren nicht nach ihrem spezifischen Ziel, sondern nach ihrem physikalischen Wirkprinzip eingeteilt. Unterschieden werden das Reinigungsstrahlen wie mit Druckluft oder Dampf, das mechanische Reinigen wie Abwischen oder Bürsten, das strömungstechnische Reinigen wie Waschen oder Ultraschallreinigung, das Lösemittelreinigen, das chemische Reinigen wie das Ablaugen sowie das thermische Reinigen wie Abflammen oder Reinigungsglühen.